# 邦德冰川
66°58′S 109°0′E / 66.967°S 109.000°E
邦德冰川（英語：Bond Glacier）是南極洲的冰川，位於威爾克斯地，處於伊瓦諾夫角以西，根據美國海軍的空中照片繪入地圖，現時由南極條約體系管理。